# Biotechnológiai Információk Nemzeti Központja
A Biotechnológiai Információk Nemzeti Központja (NCBI) (angolul: National Center for Biotechnology Information) az Amerikai Egyesült Államok Orvostudományi Nemzeti Könyvtárának egy részlege. Az orvostudományi könyvtár a Nemzeti Egészségügyi Intézethez tartozik és a Marylandi Bethesdában található. 1988-ban alapították  Claude Pepper szenátor szponzorálásával.
Az NCBI biotechnológiai és orvosbiológiai adatbázisokat üzemeltet. Ezek az adatbázisok bioinformatikai eszközök és programok valamint szolgáltatások fontos információit tartalmazzák. Az NCBI központi adatbázisai: a DNA szekvenciákat tartalmazó GenBank és a PubMed egy orvosbiológiai bibliográfiái adatbázis, valamint az  NCBI Epigenomics epigenetikai adatbázis. Az NCBI adatbázisai az Entrez keresőmotoron keresztül érhető el, kutatható.